# Георгталер

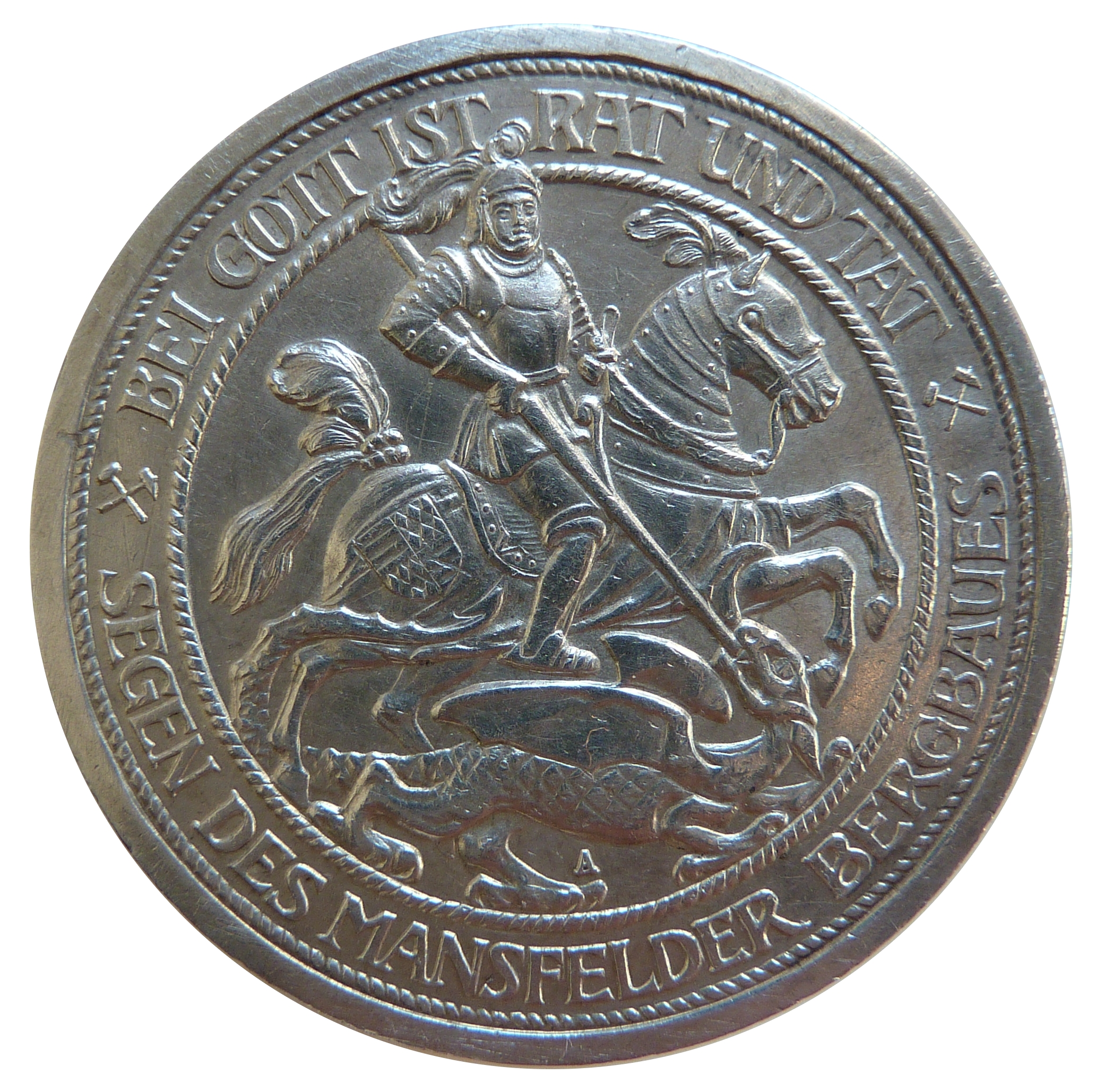
3 марки 1915 года в честь присоединения Мансфельда к Пруссии. На аверс помещены характерные для монет Мансфельда изображения и символы — Георгий Победоносец, герб Мансфельда на крупе лошади, надпись «BEI GOTT IST RAT UND TAT»

Георгталер — собирательное название монет талерового типа с изображением Георгия Победоносца, поражающего копьём змия. Их выпускали в немецких, итальянских государствах, Англии, Швеции и Венгрии в XVI—XVIII столетиях.
Кроме своей основной функции средства обмена, их стали использовать в качестве монет-амулетов. Первые георгталеры отчеканили в Айслебене, находившемся под управлением графов Мансфельд, в 1521 году. Аверс содержал изображение святого Георгия и надпись «ORA PRO (NOBIS)», что в вольном переводе с латыни обозначает «Моли Бога за нас». Вокруг этой монеты возникла легенда, увеличившая её реальную стоимость в 20—30 раз от номинальной. Согласно преданию, монета спасла одного офицера, приняв на себя удар пули. Многие солдаты пытались её заполучить, веря в охранные свойства данного георгталера.
Подобную функцию монеты-амулета приобрёл талер Давида Мансфельда 1606—1615 годов с надписью «BEI GOTT IST RATH UND TAHT». Эти монеты также были выведены из денежного обращения, так как солдаты оценивали сей «оберег» в 60 талеров.
В качестве монеты-амулета также часто использовали георгталер, отчеканенный в Кремнице, с изображённым на реверсе кораблём и надписью «IN TEMPESTATE SECURITAS» («Безопасность при шторме»). Данные экземпляры по понятным причинам пользовались особой популярностью у мореплавателей.